# جسر الأهواز الأبيض
الجسر الأبیض أو الجسر المعلق هو اسم أحد الجسور في مدینة الأهواز، ویعتبر من رموز ومعالم المدینة. يقع هذا الجسر أعلى نهر كارون، حيث تم إنشاؤه في سنة 1315ش. الجسر ذو قوسین اسمنتيين، 12 و 20 متر.
یعتبر هذا الجسر أول جسر معلق في إيران.

## أنظر أیضا

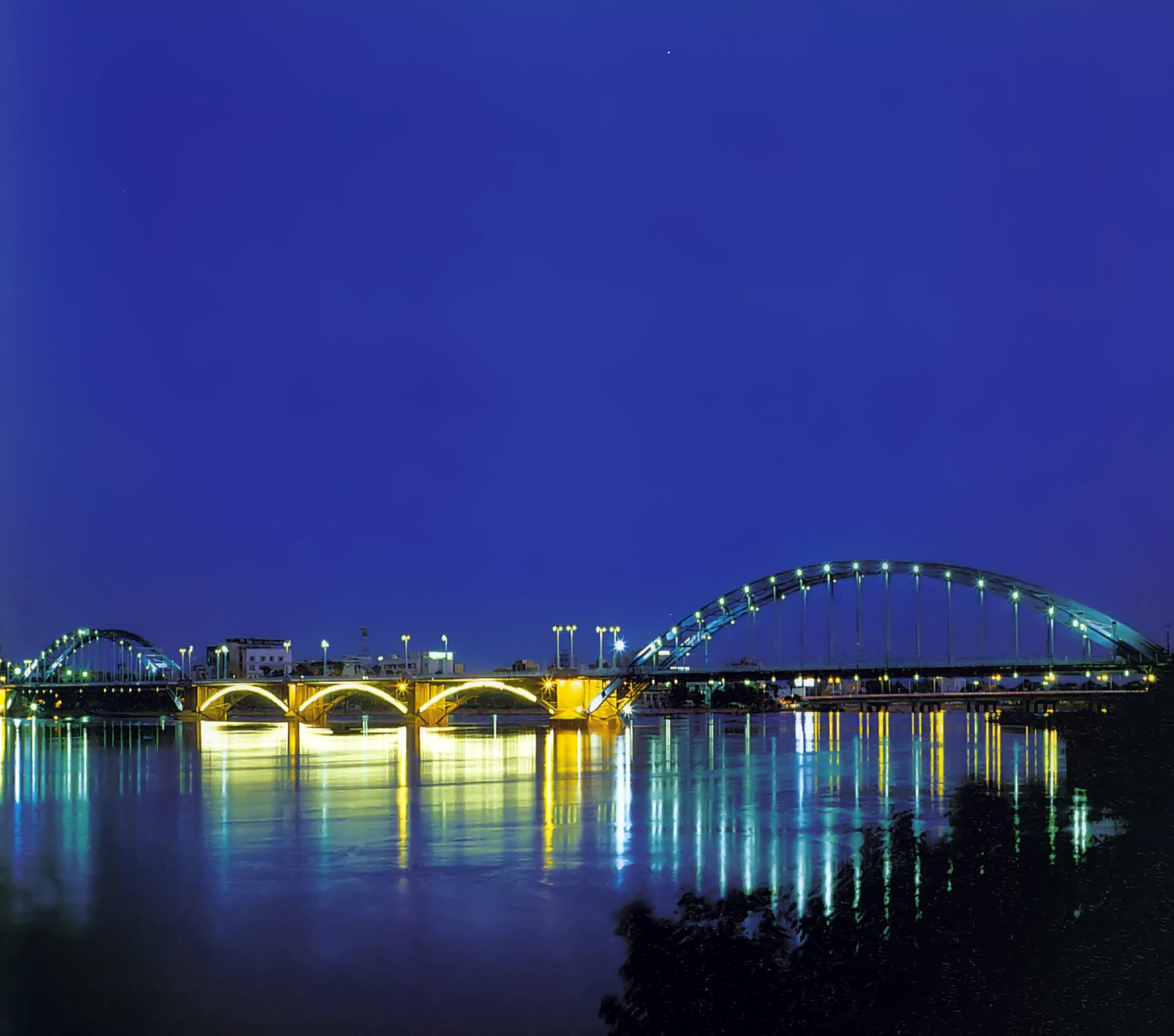
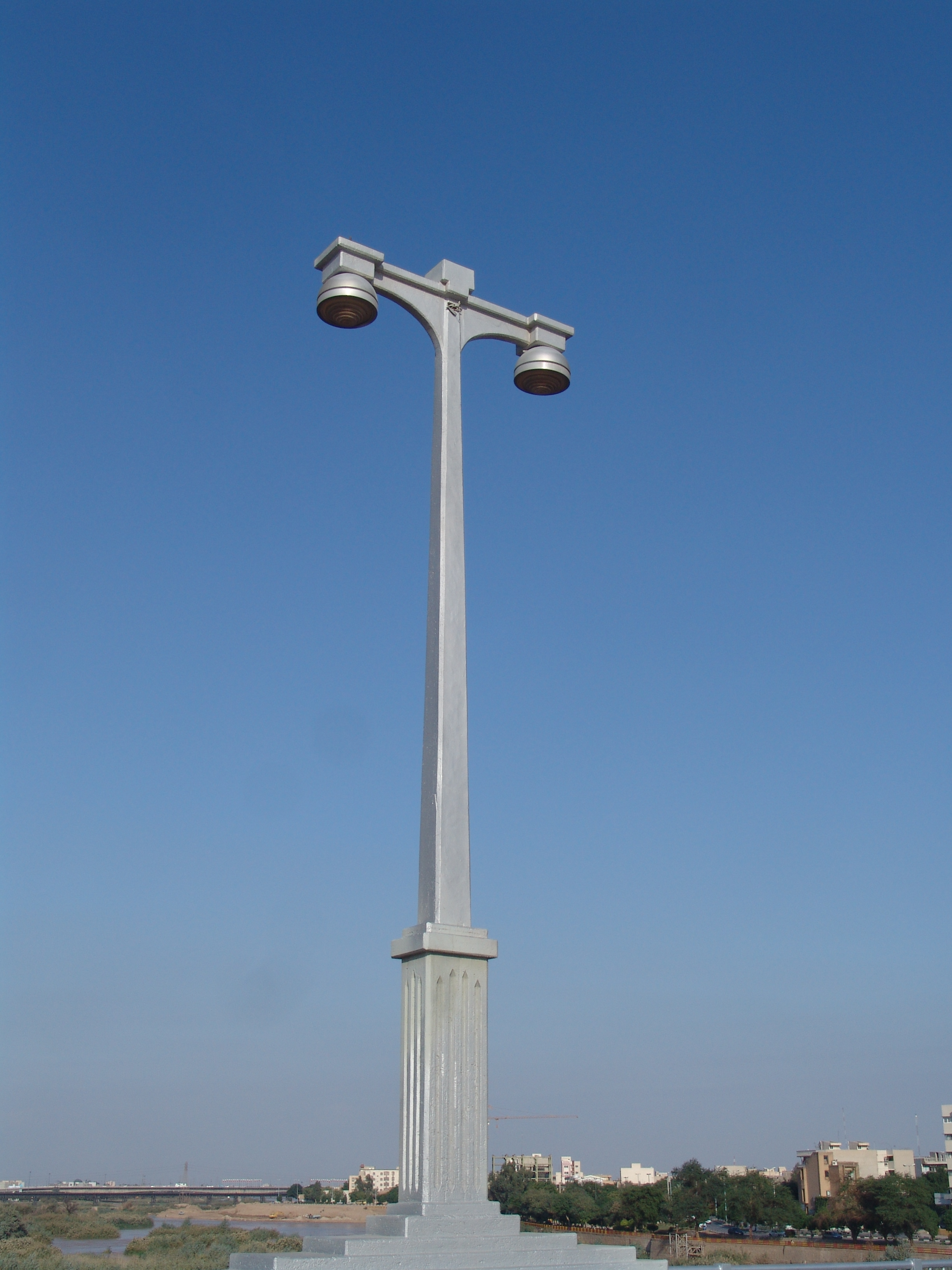
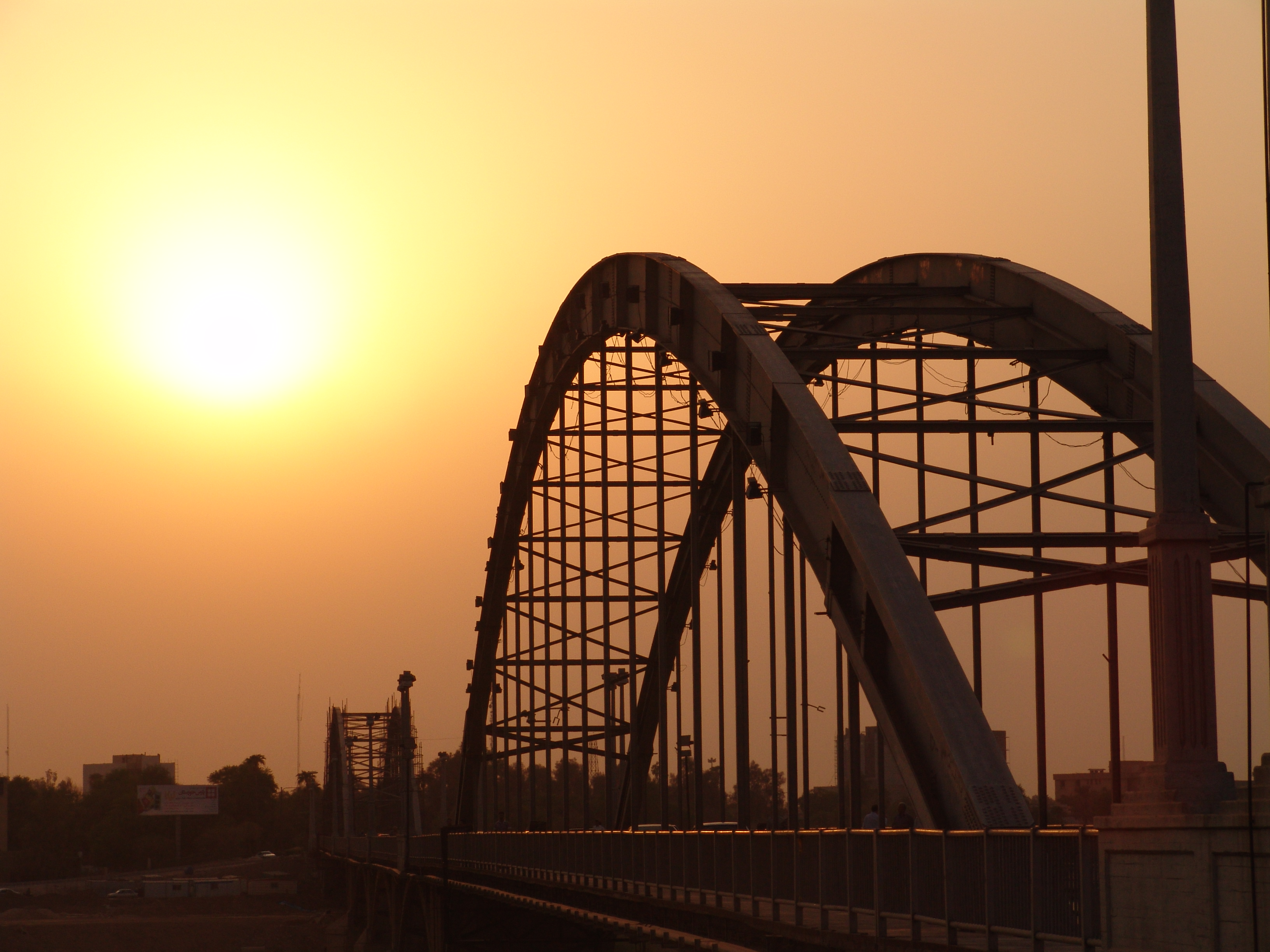
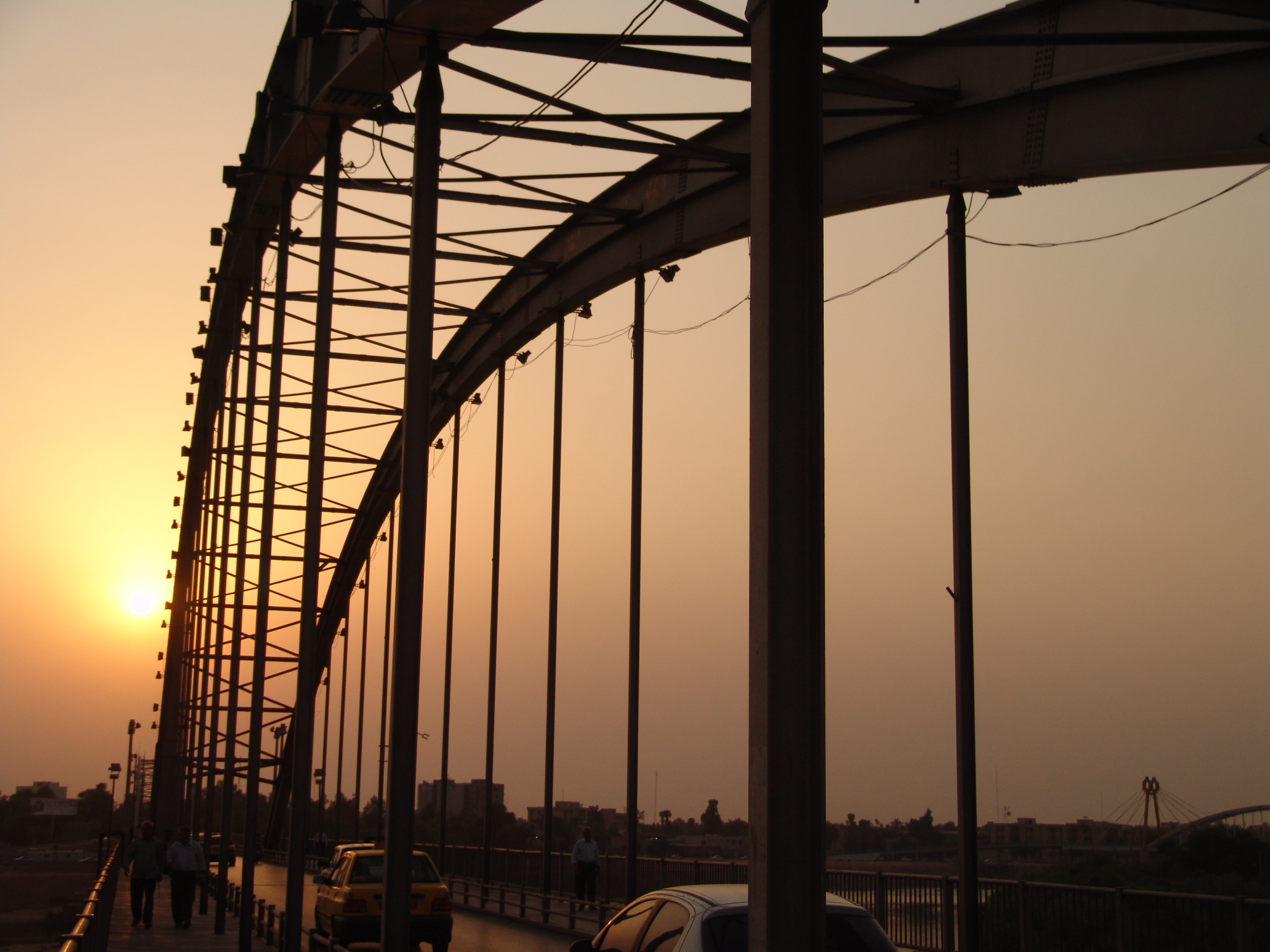
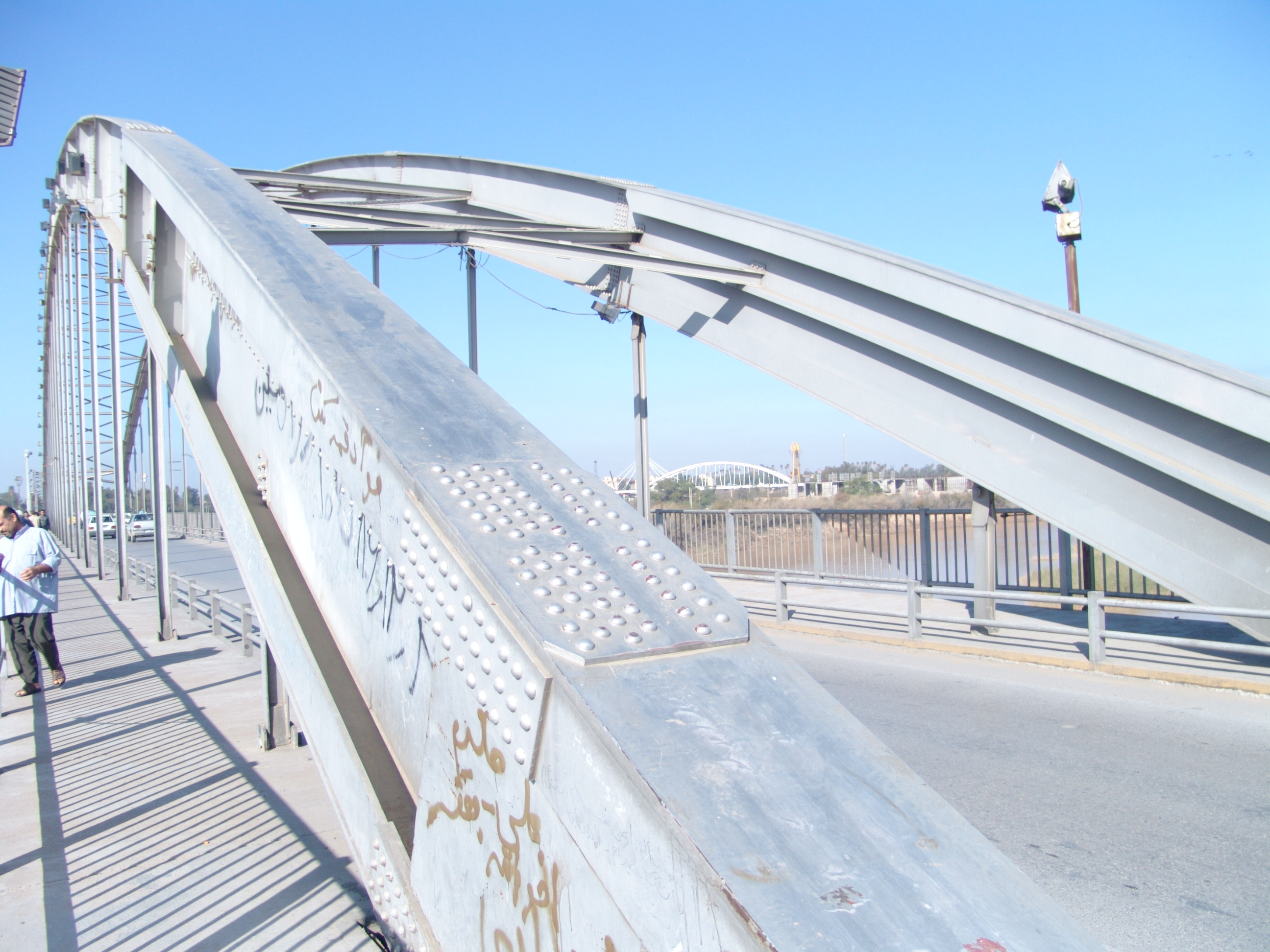
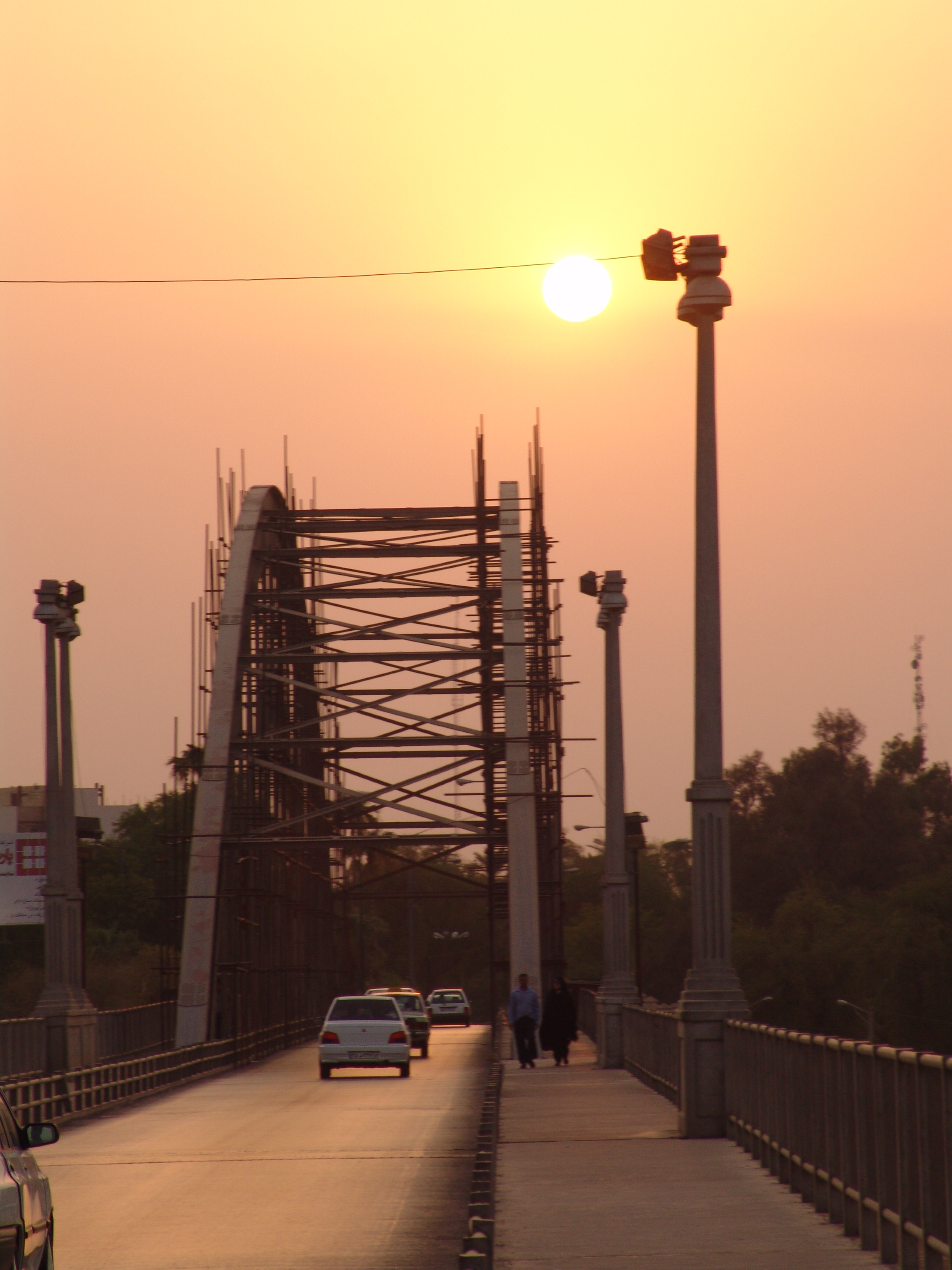
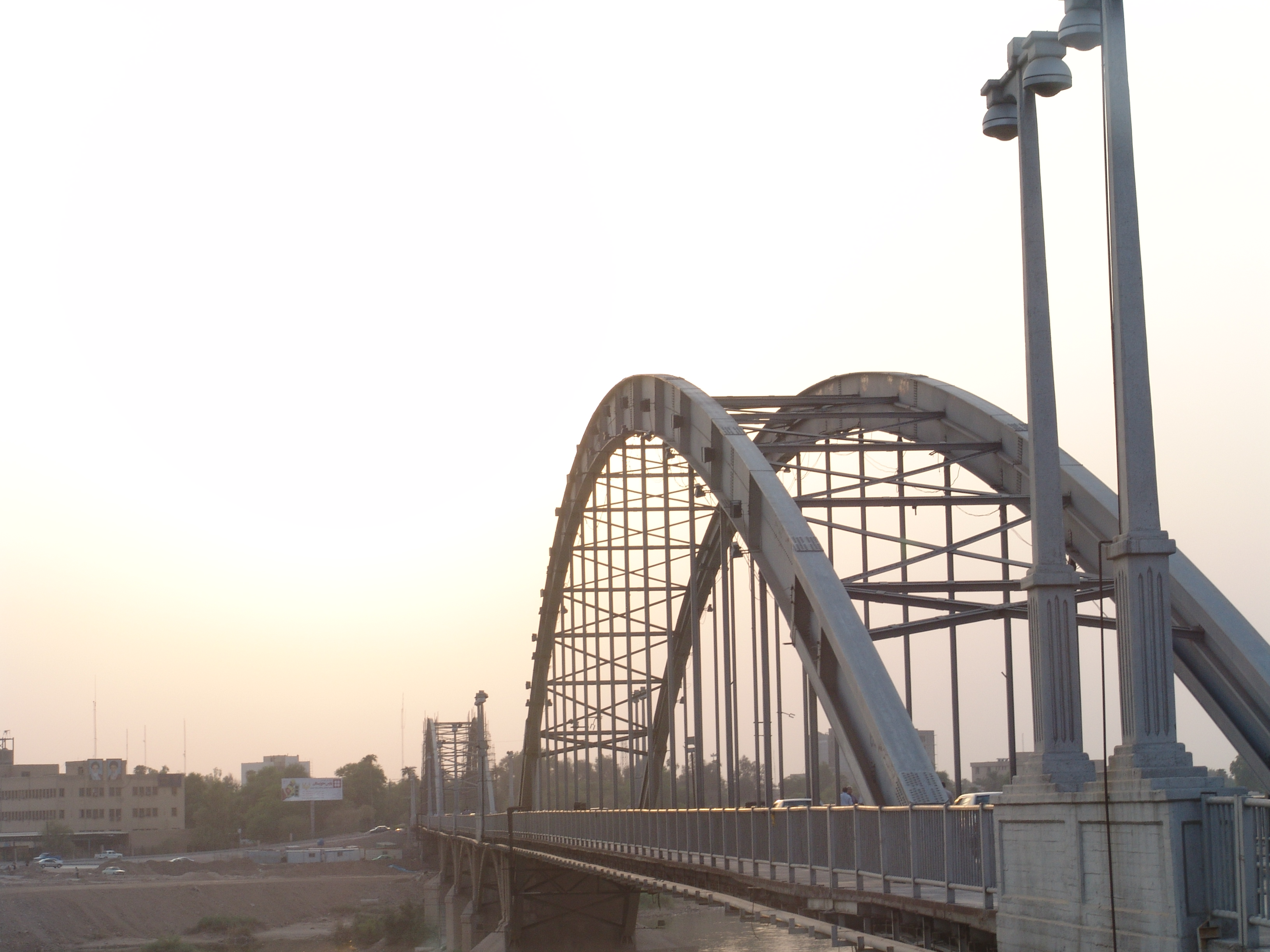
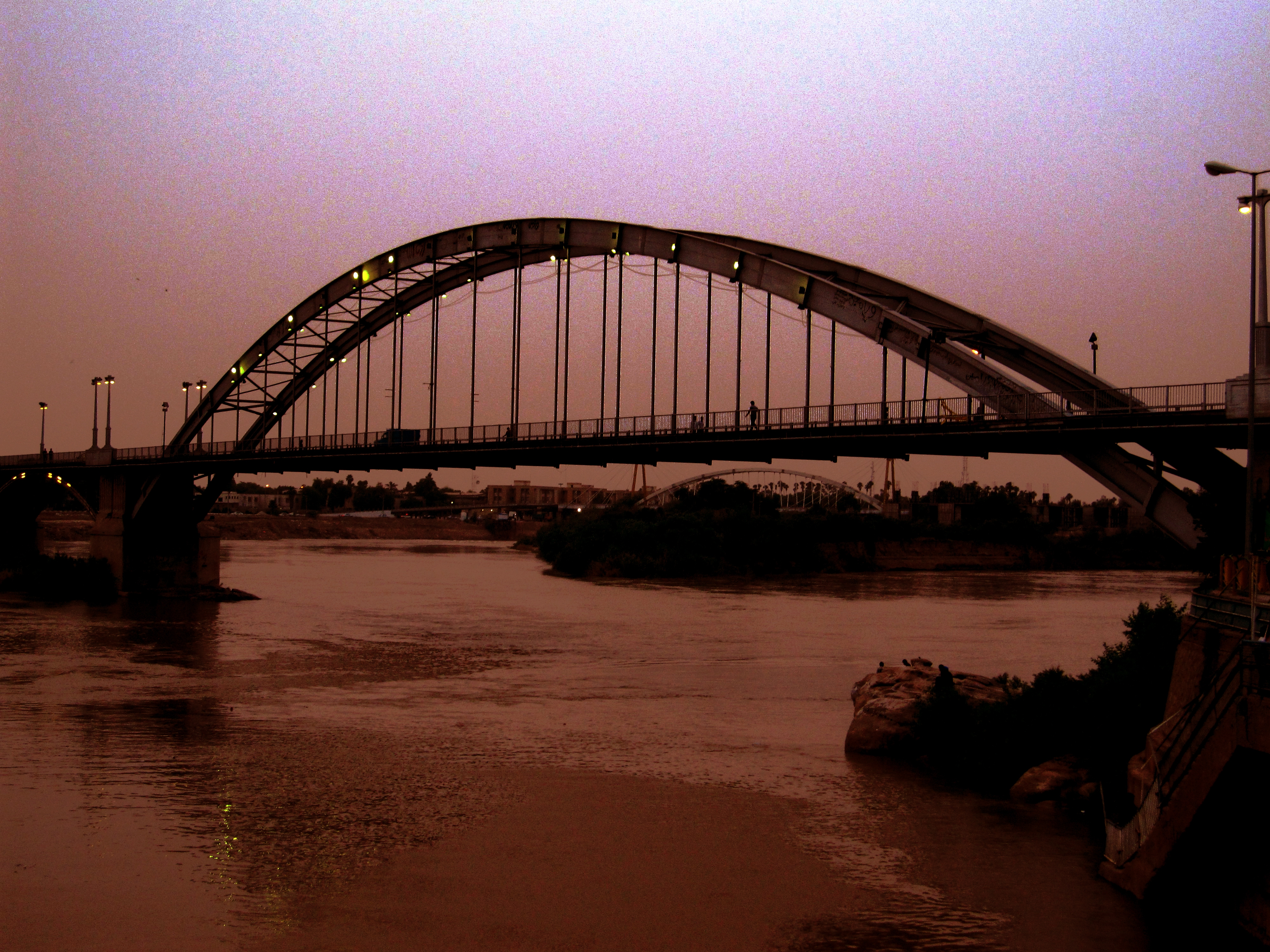
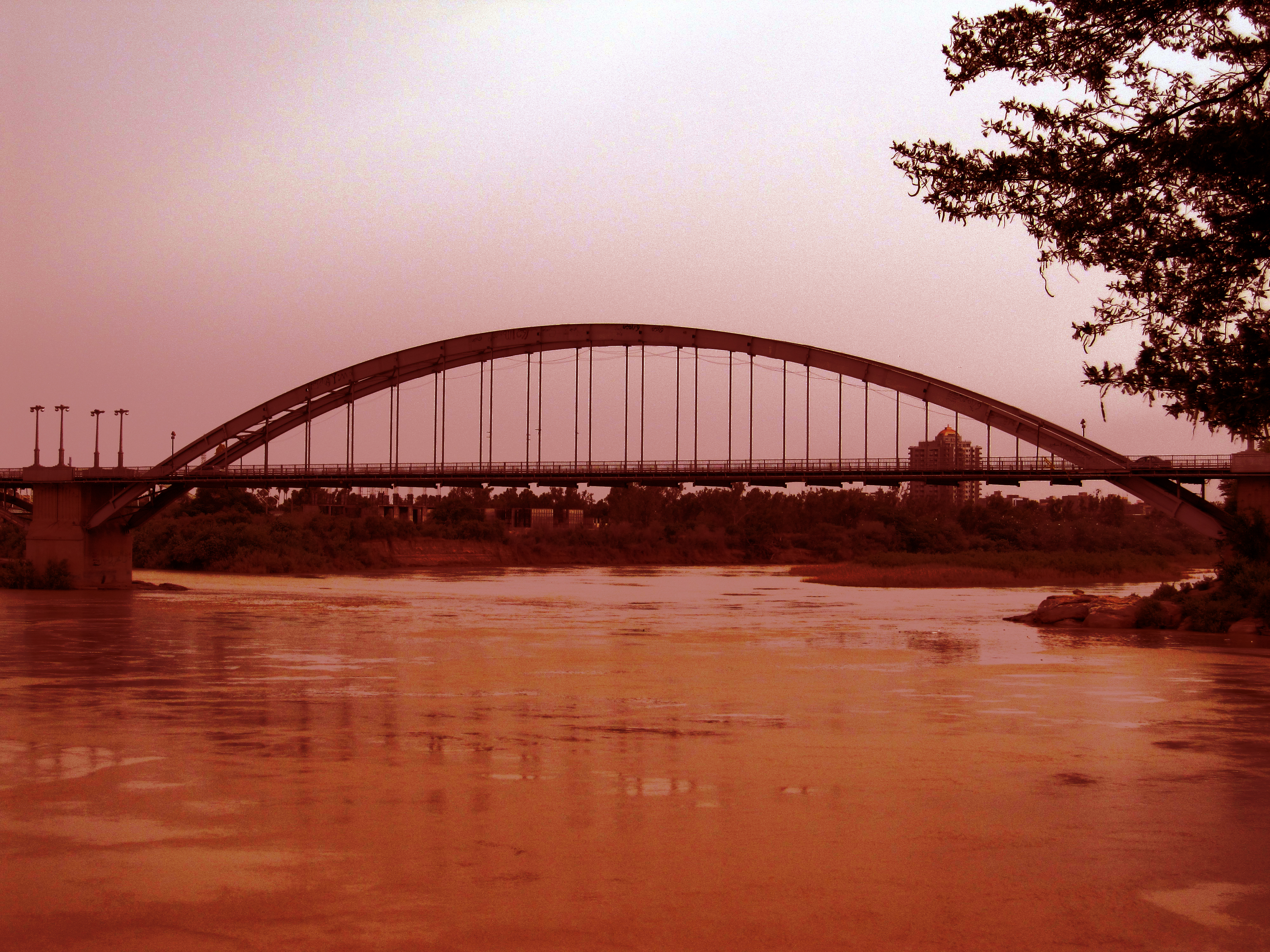
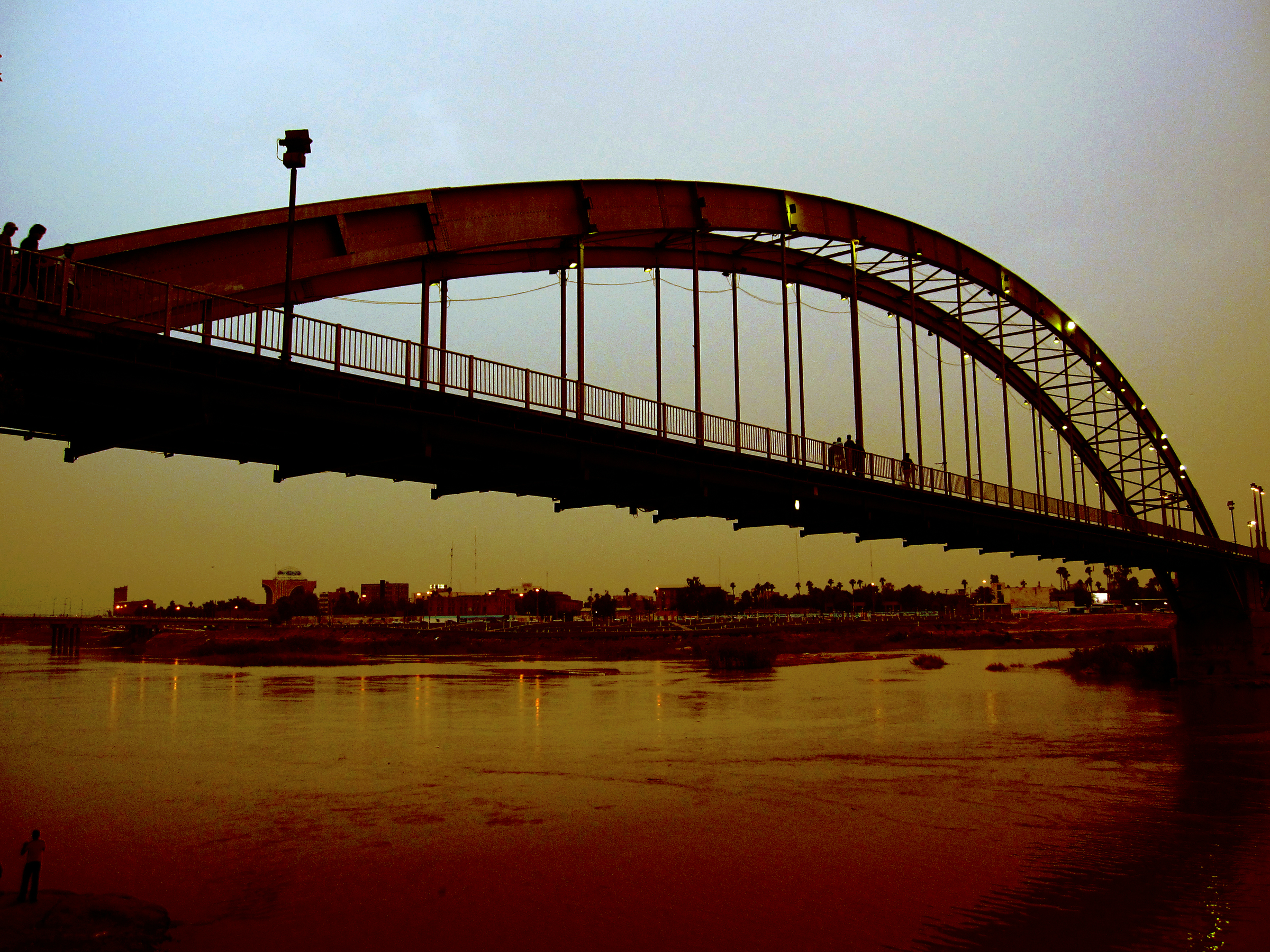
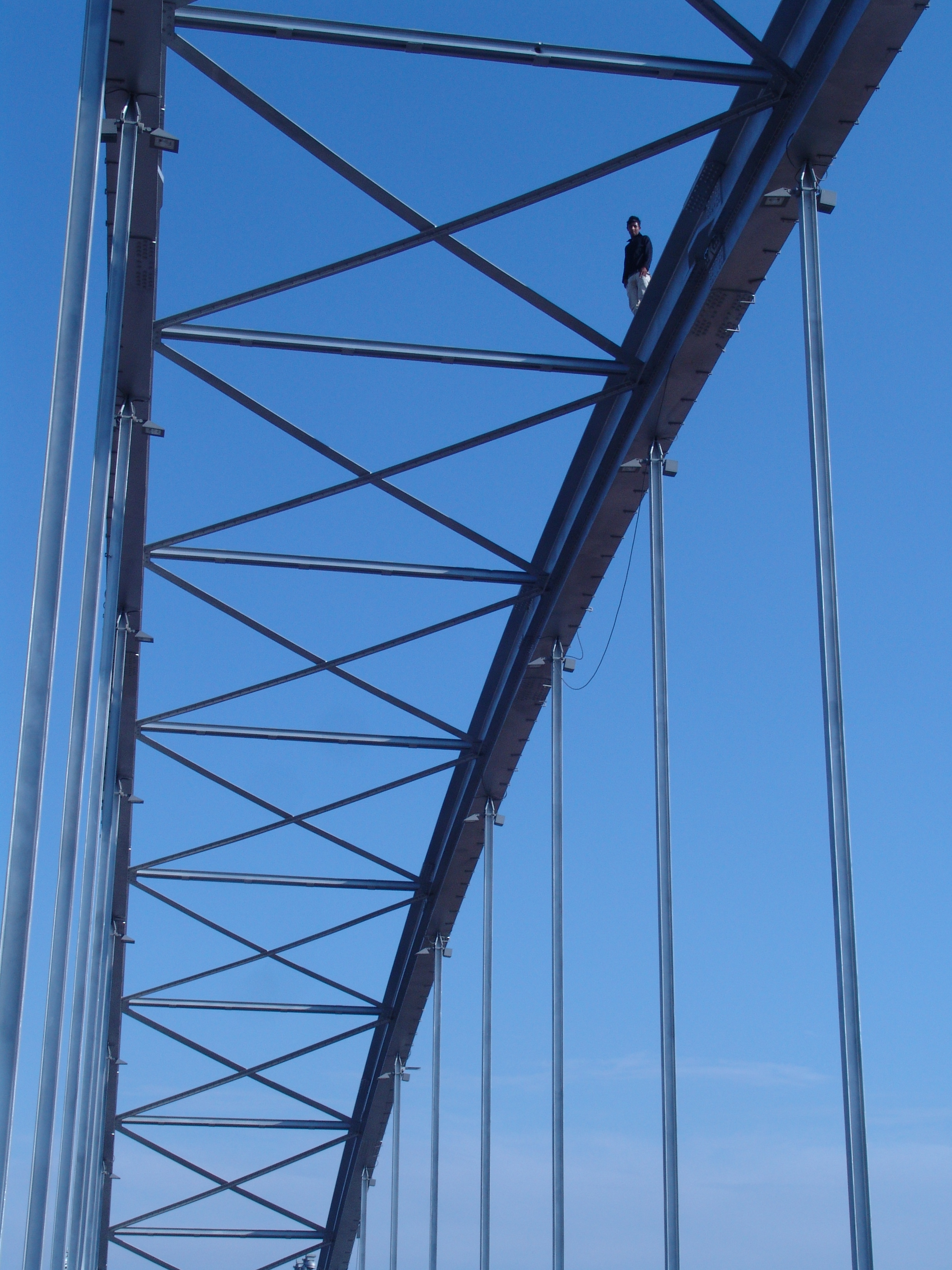
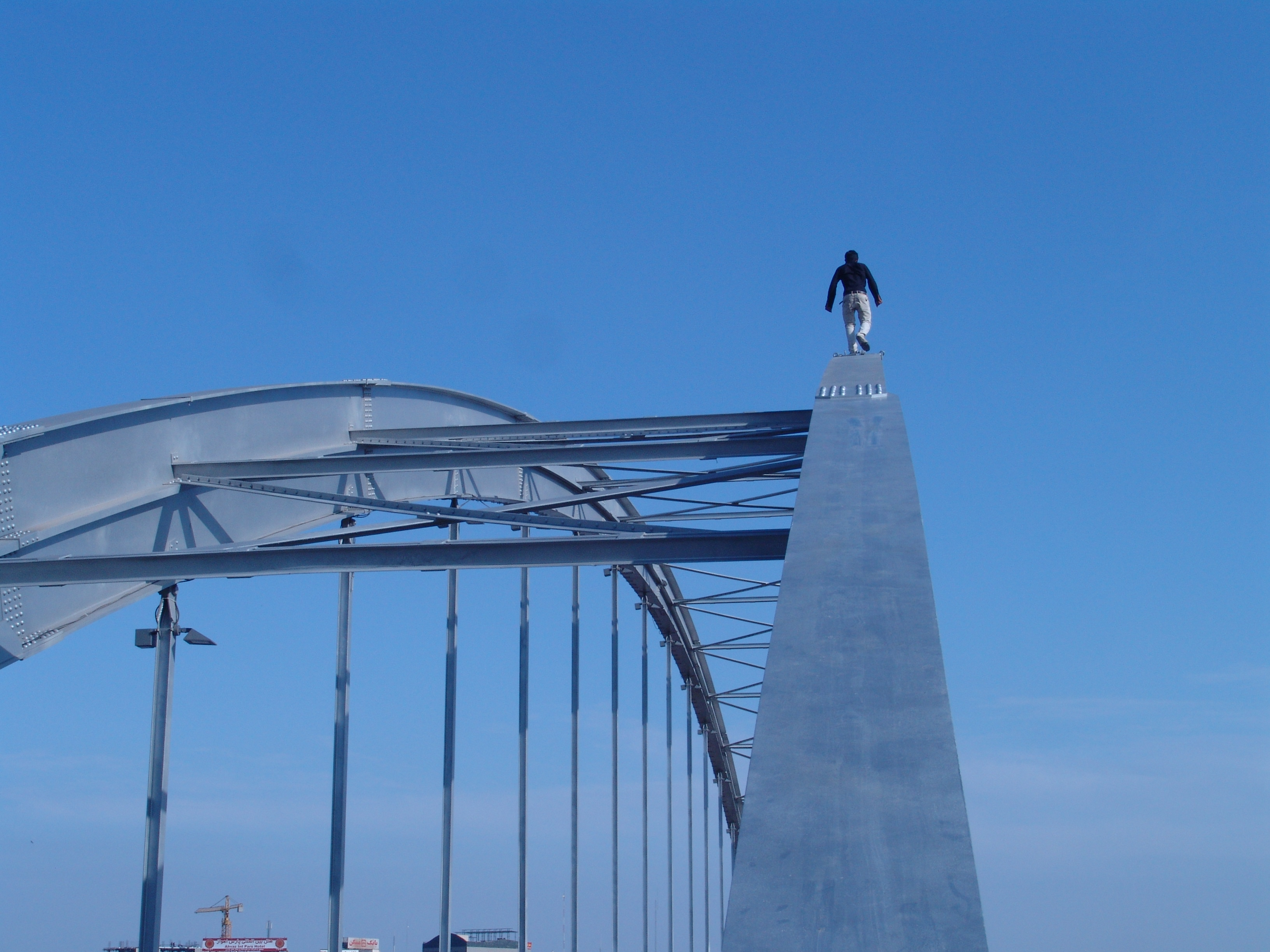
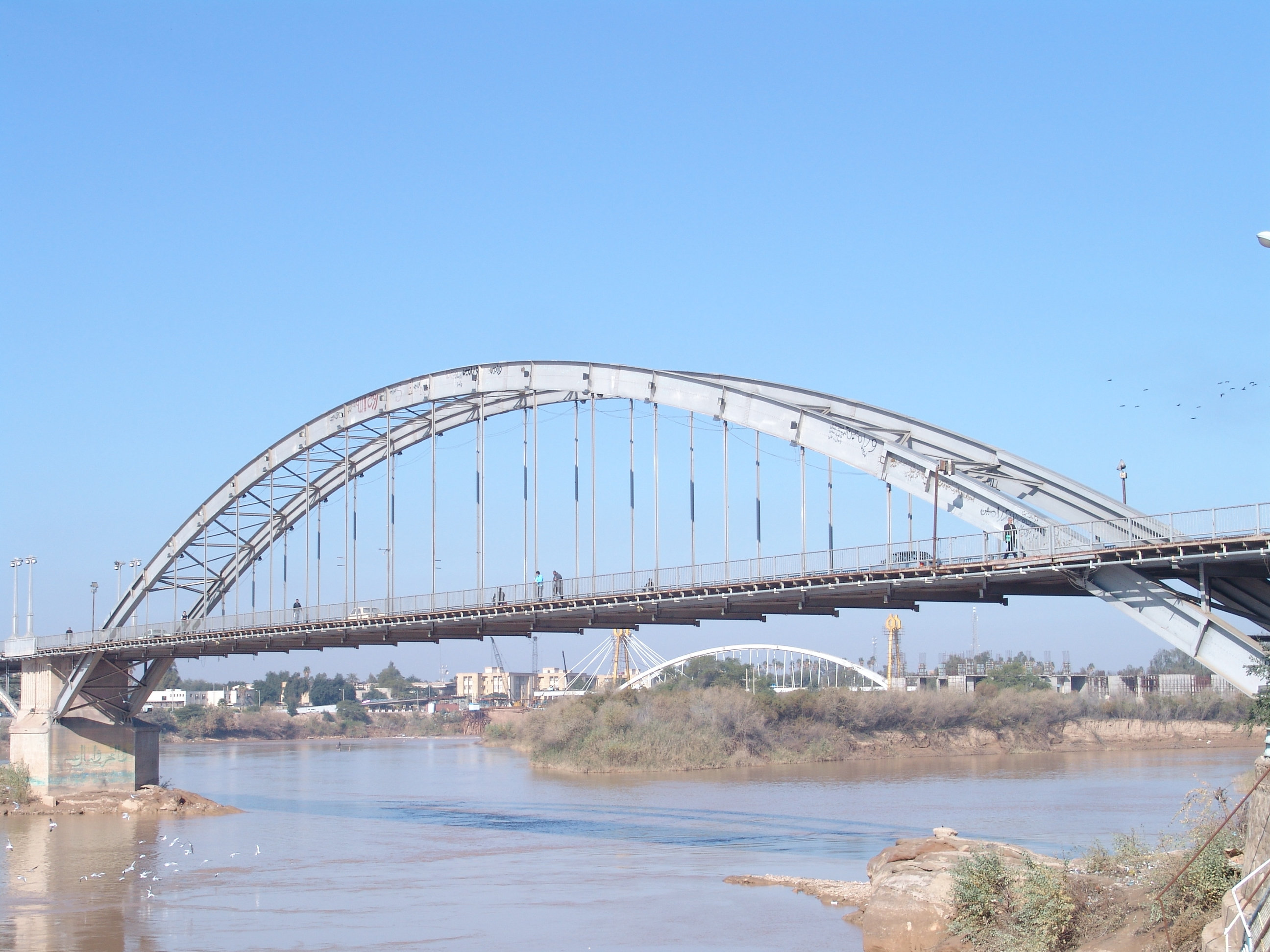
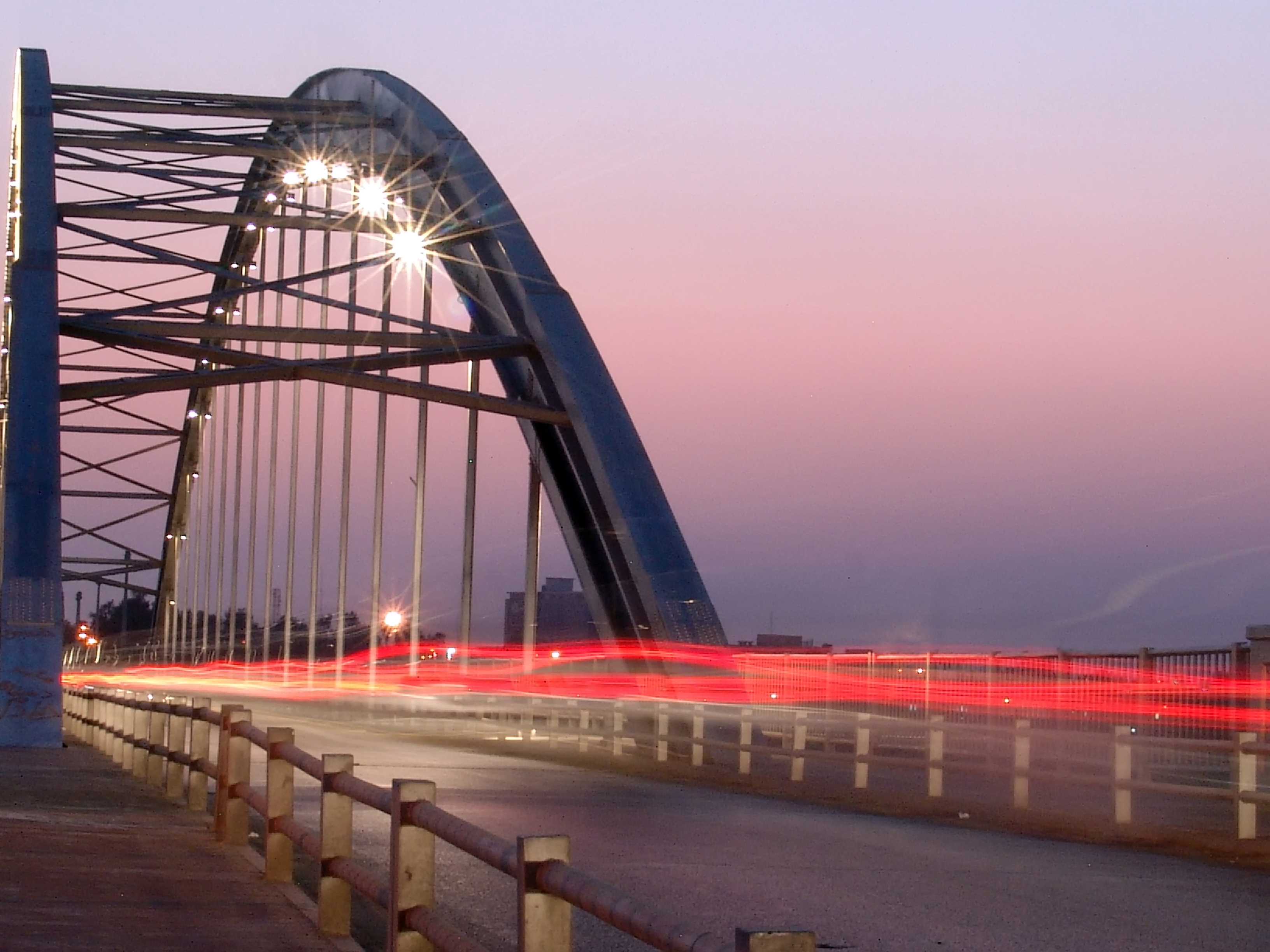

- نهر كارون
- الأهواز
- الكرخة